# ナムトゥリエム区
ナムトゥリエム区（ナムトゥリエムく、ベトナム語：Quận Nam Từ Liêm / 郡南慈廉）は、ベトナム社会主義共和国の首都ハノイ市に存在する区 (郡)。

## 行政
ナムトゥリエム区は10の坊を管轄している。
- カウジエン（Cầu Diễn / 梂演）
- ダイモー（Đại Mỗ / 大姥）
- メチー（Mễ Trì / 米池）
- ミーディン1（Mỹ Đình 1 / 美亭一）
- ミーディン2（Mỹ Đình 2 / 美亭二）
- フード（Phú Đô / 富都）
- テイモー（Tây Mỗ / 西姥）
- フオンカイン（Phương Canh / 芳粳）
- チュンヴァン（Trung Văn / 忠文）
- スアンフオン（Xuân Phương / 春芳）